# Tom DeLonge

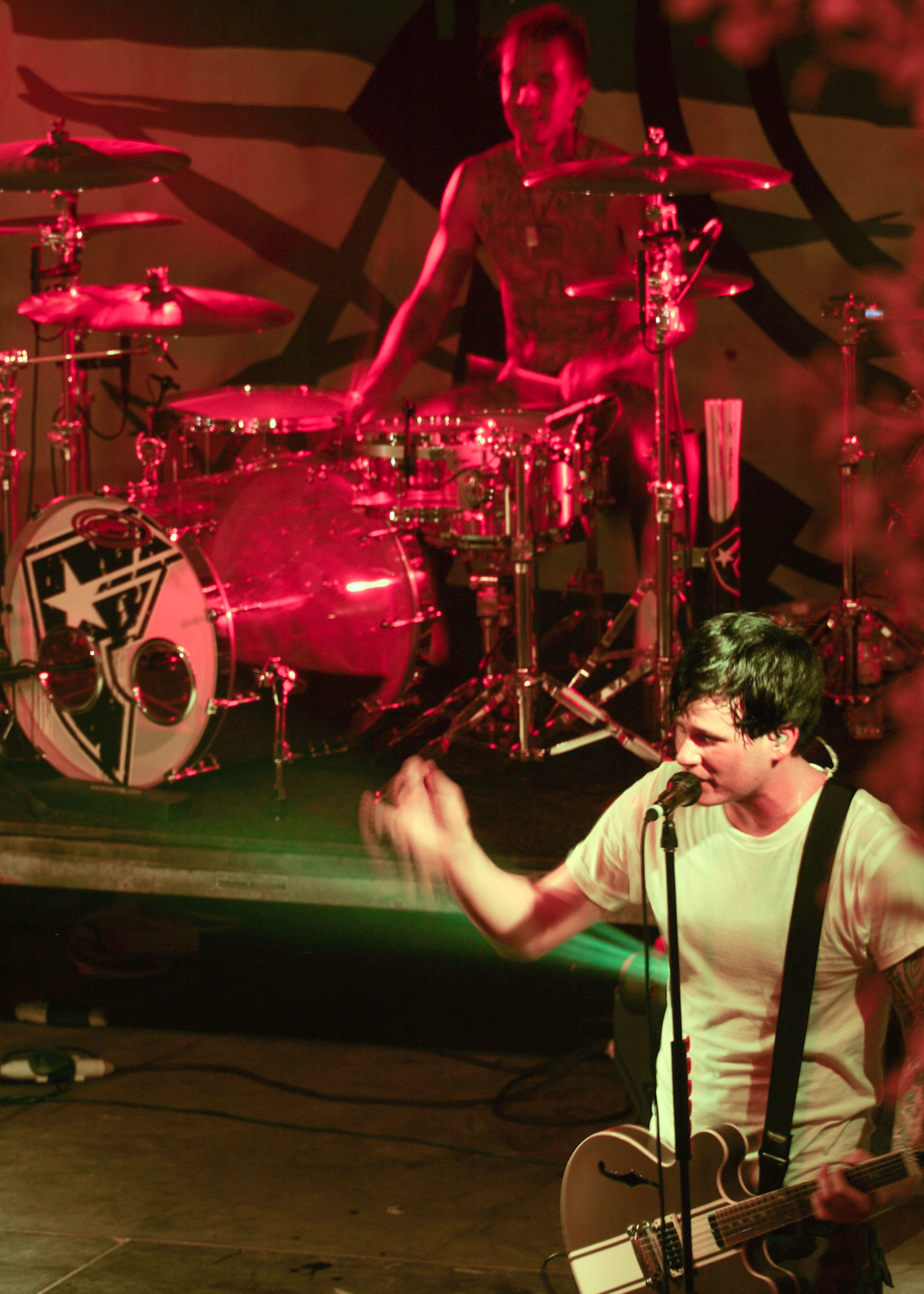
Live-Auftritt für Soldaten der US Navy und deren Familien in Bahrain; Tom DeLonge vor blink-182s Drummer Travis Barker

Thomas Matthew „Tom“ DeLonge (* 13. Dezember 1975 in Poway, Kalifornien) ist ein amerikanischer Musiker. Er ist Gitarrist, Sänger, Songschreiber und Mitbegründer der Pop-Punk-Bands blink-182 und Box Car Racer. Im Frühjahr 2005 gründete er die Rockband Angels & Airwaves.

## Leben
Tom DeLonge besuchte die Poway High School in Kalifornien. Von dieser wurde er für ein Jahr ausgeschlossen, da er betrunken zu einem Basketballspiel erschienen war. In dieser Zeit besuchte er die Rancho Bernardo High School. Nach seinem „Ein-Jahres-Verbot“ kehrte er zurück zur Poway High School und wurde bei der Prom von seinen Freunden zum Homecoming King gewählt. Mit dieser Aktion sollte den Direktoren der Schule ein Denkzettel verpasst werden. Nach der Schule arbeitete DeLonge bei Gary’s Chicken and Ribs in seiner Heimatstadt Poway. DeLonge trat in dem Film Idle Hands als Fastfood-Angestellter auf. Hier trägt er einen Sombrero und sagt nur „Alright“. Seine erste Gitarre bekam DeLonge im Alter von 15 Jahren von einem Freund. Sie war kaputt, aber er brachte sich damit selbst das Gitarrespielen bei.
Nach der Schule hatte DeLonge mehrere Nebenjobs. 1992 stellte Anne Hoppus ihm ihren Bruder Mark Hoppus vor. Beide wollten eine Band gründen, hatten aber Schwierigkeiten, Mitglieder zu finden. Schon bei ihrem ersten Treffen schrieben Hoppus und DeLonge den Song Carousel.
Im Jahr 2002 legte blink-182 eine Pause ein, die Delonge zusammen mit Travis Barker kreativ nutzte. Zusammen mit David Kennedy und Anthony Celestino nahmen sie das Album Box Car Racer ihrer gleichnamigen Band auf und tourten durch Amerika. Anfang 2003 gingen blink-182 dann wieder ins Studio, um das letzte blink-182-Album vor der Auflösung aufzunehmen.
Im Sommer 2004 wurde DeLonge politisch aktiv. Er verabscheut nach eigener Aussage Kriege und ist Gegner von George W. Bush. Bei den Wahlen zum Präsidenten der Vereinigten Staaten warb DeLonge für den Demokraten John Kerry. Seine Fans sollten helfen, John Kerry an die Macht zu bringen und so den Irakkrieg stoppen. DeLonges älterer Bruder Shon ist bei der Armee und war auch im Irak im Einsatz (blink-182 spielten 2003 ein Konzert für die Soldaten).
Auf der blink-182-Tour im Jahre 2004 kam es aufgrund von Meinungsverschiedenheiten innerhalb der Band zur Trennung. In England beschlossen die drei eine Pause von einem halben Jahr (aus der dann der Hiatus wurde). Anschließend arbeitete er an neuen Songs und zusammen mit seinen Freunden von Taking Back Sunday. DeLonge produzierte das Video zum Song This Photograph Is Proof. Im Frühjahr 2005 meldete DeLonge sich auch wieder musikalisch zu Wort, er gründete Angels & Airwaves. Diese besteht aus Musikern der Rockszene, wie Adam Willard (mittlerweile ersetzt durch Ilan Rubin), Ryan Sinn von The Distillers (mittlerweile ersetzt durch Eddie Breckinridge, zwischenzeitlich Matthew Wachter) und David Kennedy aus seinem Nebenprojekt Box Car Racer. Das erste Album We Don’t Need to Whisper kam in den USA am 23. Mai 2006 auf den Markt, in Deutschland am 30. Juni 2006. Mit Angels & Airwaves spielte er Teile der angekündigten Welttour, sie waren in Amerika und Europa unterwegs. Die Manager von Angels & Airwaves sind Rick DeVoe und Chris Georggin, welche auch als Manager von blink-182 fungieren.
Am 8. Februar 2009 verkündeten blink-182 bei den 51. Grammy-Awards, dass sie wieder zusammen Musik machen werden.
Nach ihrer beendeten Reuniontour 2009 kamen sie im Sommer 2010 nach Europa.
Im Januar 2015 trennten sich blink-182 und DeLonge erneut, diesmal aufgrund von Streitigkeiten über das neue Album.
Kurz nach der Trennung kündigte er eine Soloveröffentlichung an, die unter dem Namen To the Stars (Demos, Odds and Ends) im April 2015 erschien. Vorab veröffentlichte er daraus den Song New World.
2017 gründete DeLonge das multimedial tätige Franchise-Unternehmen To the Stars Academy of Arts and Sciences (2022 in To the Stars umbenannt), das sich unter anderem mit der Erforschung von extraterrestrischem Leben beschäftigt. 2018 publizierte die SEC einen Bericht, nach dem die Schulden der To the Stars Academy of Arts and Sciences sich zum 30. Juni 2018 auf 37.432.000 $ belaufen.
2022 schloss sich DeLonge wieder blink-182 an.

### Privates
Am 25. Mai 2001 heiratete DeLonge seine langjährige Freundin Jennifer Jenkins. Eine seiner Lieblingsbands, Jimmy Eat World, spielte auf der Hochzeit. Sie haben eine Tochter, Ava Elizabeth DeLonge (* 15. Juli 2002), und einen Sohn, Jonas Rocket DeLonge (* 16. August 2006). Beide wohnten im kalifornischen San Diego.
Dezember 2017 trennte sich das Paar und Tom reichte im September 2019 die Scheidung ein.

## Diskografie
blink-182
- 1992: Flyswatter (Demo-Tape)
- 1993: Untitled Demo #2
- 1993: Buddha
- 1994: Cheshire Cat
- 1997: Dude Ranch
- 1999: Enema of the State
- 1999: Urethra Chronicles (DVD)
- 2000: The Mark, Tom and Travis Show (The Enema Strikes Back!)
- 2001: Take Off Your Pants and Jacket
- 2002: The Urethra Chronicles II: Harder Faster Faster Harder (DVD)
- 2003: blink-182
- 2005: Greatest Hits
- 2011: Neighborhoods
- 2012: Dogs Eating Dogs (EP)
- 2023: One More Time…

Box Car Racer
- 2002: Box Car Racer

Angels & Airwaves
- 2006: We Don’t Need to Whisper
- 2007: I-Empire
- 2008: Start the Machine (DVD)
- 2010: Love
- 2011: Love (der Film)
- 2011: Love Part II
- 2013: Stomping the Phantom Brake Pedal (EP)
- 2014: The Dream Walker
- 2015: …Of Nightmares (EP)
- 2016: Chasing Shadows (EP)
- 2017: We Don’t Need to Whisper Acoustic (EP)
- 2021: Lifeforms

Solo
- 2015: To the Stars – Demos, Odds and Ends